# May god save us
May God Save Us er en spansk film fra 2016 og er instrueret af Rodrigo Sorogoyen.

## Medvirkende
- Antonio de la Torre som Luis Velarde
- Roberto Álamo som Javier Alfaro
- Javier Pereira som Andrés Bosque
- Luis Zahera som Alonso
- Raúl Prieto som Bermejo
- María de Nati som Elena
- María Ballesteros som Rosario
- José Luis García Pérez som Sancho
- Mónica López som Amparo
- Rocío Muñoz-Cobo som Juana